# Carlos Barraza
Carlos Donato Barraza Chervellini (Jesús María, Lima, 5 de diciembre de 1977) es una personalidad de televisión, cantante y exactor peruano. 
Ganó reconocimiento por sus participaciones en diferentes programas de la televisión peruana, así como miniseries y telenovelas. Adicionalmente, es el director y vocalista de la orquesta de salsa y timba Los Barraza.

## Trayectoria

### Carrera musical
En 2000 se inició en la música como fundador del efímero grupo musical JMC, junto a sus primos Josemaría Barraza y Miguel Barraza Herrera. 
Tiempo después, en 2001 formó la orquesta de salsa y timba Los Barraza, donde se desempeña como director y vocalista. El 27 de abril de 2025, entró a juicio mediante Indecopi por los derechos de la marca Los Barraza, que falló a favor de su primo Josemaría Barraza, por lo que Barraza no podría utilizar más el nombre de la marca en el ámbito artístico.Esto se dio a raíz de la denuncia en su contra por parte de su primo Josemaría en julio de 2024, debido a que Barraza utilizó el nombre Los Barraza sin autorización en diferentes presentaciones en discotecas y salsotecas del país.
Como parte de Los Barraza, interpretó algunos temas musicales propios y covers de conocidas canciones  como «La puerta de colegio» de la boy band mexicana Magneto en 2018, y «Aqui estoy yo» del cantante puertorriqueño Luis Fonsi en 2010. 
Además interpretó el tema «Mis sentimientos» con Daniela Darcourt y Maricarmen Marín en 2020.

### Carrera actoral
En 1992, Barraza con sólo 14 años, debutó en la actuación con el cortometraje El viaje de Pascual y Pedro, basado en la obra El gallinazo sin plumas, escrita por Julio Ramón Ribeyro. 
Tras haber interpretado en cortos papeles en series y películas, en 2007 asumió el rol protagónico de la miniserie Baila reggaetón, en el papel del cantante de música urbana Carlos José Vásquez «CJ», donde a la par interpretaba canciones para el trama y compartió escenario junto al desaparecido cantautor MC Francia en algunos conciertos. Además fue antagonista principal en las series Las vírgenes de la cumbia en 2006, y Sabrosas interpretando al futbolista Jair «el Baby» Ferrari en 2008. También tuvo una participación invitada en Teatro desde el teatro.
Finalmente, Barraza anunció su retiro de la actuación de forma definitiva en el año 2019 para dedicarse a su carrera musical y radial, teniendo como última producción en la película Jugo de tamarindo.

### Carrera televisiva y radial
En 2007, Barraza debuta en la conducción con el programa concurso Habacilar por la señal de  América Televisión en reemplazo del actor Sandro Mozante, manteniéndose hasta finales de 2010.
En 2014, fue incluido en el magacín Espectáculos de la televisora Frecuencia Latina en el rol de panelista, con Jazmín Pinedo como presentadora. Al año siguiente condujo Shock TV, que resumió las actividades de las celebridades de la farándula peruana y del espectáculo.
En 2016, asumió la conducción del programa de telerrealidad Verano extremo junto a Rafael Cardozo, en reemplazo al cancelado programa similar Bienvenida la tarde.
En 2019 se suma al programa Atrévete a emprender del canal Viva TV, reemplazando al cantante y actor cómico Luigui Carbajal interinamente.
Además, Barraza debuta como locutor siendo presentado en la conducción del programa radial Salsa de Tomate por la emisora local Radiomar en 2020.
Tras su retiro de la radio en el año 2022, Barraza se muda a Radio MegaMix, lanzando su propio programa bajo el nombre de Sobredosis de Tomate con el mismo formato de su programa antecesor de Radiomar. Se retiró en 2023 debido a que la emisora no le renovó el contrato.

## Vida personal
Carlos Donato Barraza Chervellini nació en la capital Lima el 5 de diciembre de 1977, es el hijo del abogado y poeta Carlos Barraza Hora, y Martha Chervellini. Es el sobrino de la cantante de música criolla Cecilia Barraza, en que fue invitada en su concierto musical de 2006, y del comediante Miguel «Chato» Barraza, con quién compartió en algunos de sus proyectos. 
Estudió en el Colegio Militar Leoncio Prado y posteriormente en la Escuela Militar de Chorrillos,en la que finalmente se retira del servicio militar para retomar su carrera artística. Se formó como actor en el Club de Teatro de Lima y en el Taller de Formación Actoral de Roberto Ángeles. 
Es padre de dos hijas; una de ellas, Gaela Barraza, hija de su anterior relación con la modelo Danuska Zapata, dedica en la actualidad también en el modelaje y es una celebridad de Internet en su país, y también, presenta un pódcast semanal con niños que se desenvuelven en las redes sociales.
Barraza ha participado activo en la farándula peruana, en el cuál mantuvo su vida personal dentro de los reportajes y entrevistas de los programas de prensa rosa nacionales.

## Filmografía

### Televisión

#### Series de televisión
- Taxista, ra ra (1999)
- Gente como uno (2000)
- Mil oficios (2001)
- Qué buena raza (2002) como Edilberto Mori «Piraña» (Rol de participación especial).
- Luciana y Nicolás (2003) como Roque (Rol principal).
- Demasiada belleza (2003) como Paciente enfermo (Rol recurrente).
- Dina Páucar, la lucha por un sueño (2004) como Terrorista (Rol recurrente).
- Las vírgenes de la cumbia (2006)
- Amores como el nuestro (2006) como Milton Chunga (Rol principal).
- Teatro desde el teatro (2006)
- Baila reggaetón (2007) como Carlos José «CJ» Vásquez (Rol protagónico).
- Sabrosas (2008) como Jair «el Baby» Ferrari (Rol antagónico principal).
- La bodeguita (2011-2012)
- El especial del humor (2013) como él mismo (Rol de invitado especial).[23]

#### Programas de televisión
- Habacilar (2007-2010) como él mismo (Co-conductor).
- Espectáculos (2014-2019) como él mismo (Panelista).
- Shock TV (2015) como él mismo (Presentador).
- Verano extremo (2016) como él mismo (Presentador).[13][24]
- Atrévete a emprender (2019) como él mismo (Presentador interino).
- Esto es Habacilar (2022) como él mismo (Presentador invitado).[25]

### Cine
- El viaje de Pascual y Pedro (Cortometraje, 1992)
- Tinta roja (2000)
- Soledad.com (2007) como Hacker (Rol antagónico principal).[26]
- Gemelos sin cura (2017)
- Jugo de tamarindo (2019)

### Radio
- Salsa de Tomate (2020-2022) como él mismo (Presentador, por Radiomar).[15]
- Sobredosis de Tomate (2022-2023) como él mismo (Presentador, por Radio Megamix).

## Discografía

### Álbumes con Los Barraza
- 2001: Los Barraza
- 2010: Aqui estoy yo
- 2017: Ese hombre Versión Salsa[27]
- 2020: Mis sentimientos